# 1 Pedro 2

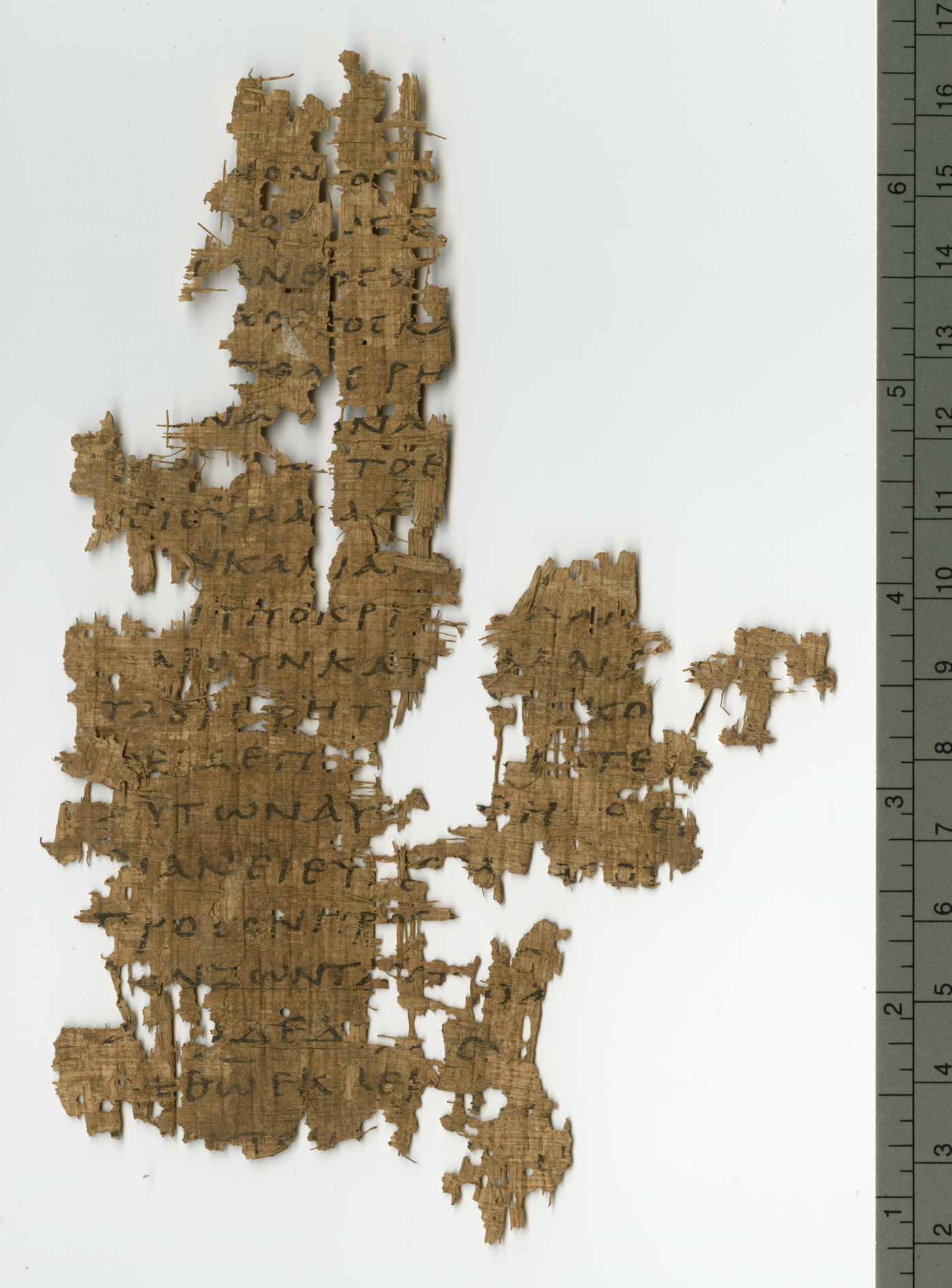
Extracto de la Primera Epístola de Pedro en el Papiro 125.

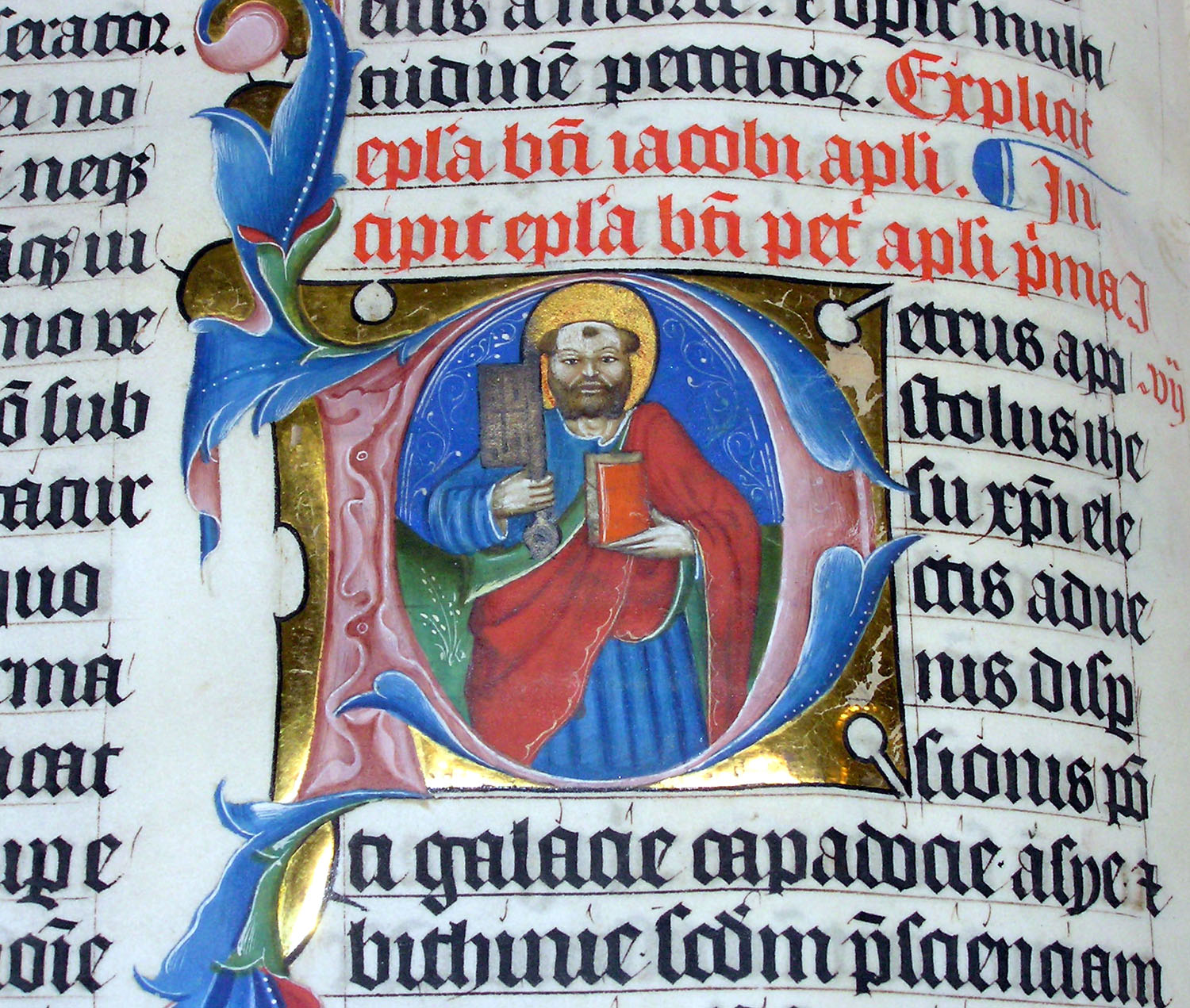
Letra capital de la Primera epístola de Pedro en una biblia latina del año 1407 que se conserva en la Abadía de Malmesbury, de Wiltshire (Sudoeste de Inglaterra). Es un Manuscrito belga, obra de Gerard Brils, para lectura en voz alta en ámbito monacal.

1 Pedro 2 es el segundo capítulo de la Primera Epístola de Pedro, cuyo autor es el Apóstol Pedro y que forma parte del Nuevo Testamento de la Biblia. y está dirigida nominalmente a los judíos dispersos en el mundo, si bien puede entenderse como una metáfora referida a los cristianos "exiliados" del Reino Celestial.
El autor aboga por la determinación y la perseverancia en la persecución, los deberes prácticos de la vida santa, cita como ejemplo a Cristo y otros motivos de paciencia y santidad y concluye con admoniciones para sacerdotes y pueblo. Ha sido definida como «el más denso resumen neotestamentario de la fe cristiana y de la conducta que tal fe inspira».

## Texto
- Se cree que la carta original fue escrita en griego.
- Algunos de los manuscritos antiguos más antiguos que contienen este capítulo en griego incluyen:
  - Papiro 72 (siglo III/IV d. C.)
  - Papiro 125 (siglo III/IV d. C.; conserva: versículos 1-5, 7-12)
  - Papiro 81 (siglo IV d. C.; conservado: versículos 20-25)
  - Códice Vaticano (~325-350 M)
  - Códice Sinaítico (~330-360 M)
  - Codex Alexandrinus (~400-440 M)
  - Codex Ephraemi Rescriptus (~450 d. C.; completo)
  - Papiro 74 (siglo VII d. C.; se conservan: versículos 6-7,11-12,18,24)
- Este capítulo está dividido en 25 versículos.

## Estructura
I. La vida del creyente a la luz de la gran salvación (continuación de 1 Pedro 1)
1. Debe estar libre de malas inclinaciones y desear la leche de la Palabra para crecer, v. 1-3
2. Debe ser una piedra viva en el templo espiritual del que Cristo es la piedra angular, v. 5,6
3. Debe reconocer como precioso a Cristo, que ha sido rechazado y es piedra de tropiezo para los que no creen, v. 7,8.
II. La posición y los deberes de los creyentes
1. 1. Como generación noble y santa, los creyentes deben alabar al Libertador divino, v. 9,10.
2. Como extranjeros y peregrinos, deben abstenerse de los deseos carnales, v. 11
3. Deberes civiles y sociales: comportamiento intachable ante el mundo, obediencia a las autoridades civiles, acallando así las críticas hostiles, v. 12-15
4. Deben ser buenos ciudadanos, v. 16,17
5. Deberes en el hogar cristiano
a) Los siervos deben ser obedientes y pacientes, incluso en medio de sufrimientos injustos, agradando así a Dios, v. 18-20
b) Cristo es el modelo del que sufre, pues llevó el peso del pecado, v. 21-25

## Contenido
- Como niños recién nacidos. Versículos 1-3
- Sacerdocio común de los fieles. Versículos 4-10
- Ejemplares entre los gentiles. Versículo 11-12
- Obedientes a la autoridad legítima. Versículos 13-17
- Obligaciones de los criados. Ejemplo de Cristo. Versículos 18-25

### Como niños recién nacidos. Versículos 1-3
1-Así pues, habiéndoos despojado de toda malicia y de todo engaño, de hipocresías, envidias y de toda suerte de maledicencias, 
2-apeteced, como niños recién nacidos, la leche espiritual no adulterada, para que con ella crezcáis hacia la salvación, 
3-si es que habéis gustado qué bueno es el Señor.

#### Comentarios a los versículos 1-3
La liturgia aplica este texto a los recién bautizados, que son como niños recién nacidos a la vida de la gracia, pidiéndole a Dios: 

Acrecienta en nosotros los dones de tu gracia para que comprendamos mejor que el Bautismo nos ha purificado, que el Espíritu nos ha hecho renacer y que la sangre nos ha redimido.

Es posible que la «leche espiritual» (v. 2) haga referencia a las promesas hechas por Dios de entregar al pueblo elegido una tierra «que mana leche y miel» Ex 3,8). La expresión indica el conjunto de gracias que el Señor concede en el Bautismo para alcanzar la salvación.

### Sacerdocio común de los fieles. Versículos 4-10
4-Al acercaros a él, piedra viva desechada por los hombres pero escogida y preciosa delante de Dios, 
-5también vosotros —como piedras vivas— sois edificados como edificio espiritual para un sacerdocio santo, con el fin de ofrecer sacrificios espirituales, agradables a Dios por medio de Jesucristo. 
6-Por lo que dice la Escritura: 
Mira, pongo en Sión una piedra angular,
escogida, preciosa; 
quien crea en ella, no será confundido. 
7-Por eso, para vosotros, los creyentes, el honor; pero para los incrédulos: 
La piedra que rechazaron los constructores, 
ésta ha llegado a ser la piedra angular, 
8-y piedra de tropiezo y roca de escándalo. Ellos tropiezan, porque no creen en la palabra: para esto habían sido destinados.
9-Pero vosotros sois linaje escogido, sacerdocio real, nación santa, pueblo adquirido en propiedad, para que pregonéis las maravillas de Aquel que os llamó de las tinieblas a su admirable luz: 
10-los que un tiempo no erais pueblo, 
ahora sois pueblo de Dios; 
los que antes no habíais alcanzado misericordia, 
ahora habéis alcanzado misericordia.

#### Comentarios a los versículos 4-10
El pasaje, compuesto por una red de citas del Antiguo Testamento probablemente usadas en la catequesis apostólica primitiva, se centra en la imagen de la construcción. A través del Bautismo, el cristiano se convierte en parte del edificio espiritual de la Iglesia, cuya piedra angular es Jesucristo. Los cristianos, como piedras vivas, deben estar unidos a Él mediante la fe y la gracia para formar un templo sólido donde se ofrezcan sacrificios espirituales agradables a Dios. Cuanto mayor sea la unión con Cristo, más firme será la construcción:

Todos los que creemos en Cristo Jesús somos llamados piedras vivas (…). Para que te prepares con mayor interés, tú que me escuchas, a la construcción de este edificio, para que seas una de las piedras próximas a los cimientos, debes saber que es Cristo mismo el cimiento de este edificio que estamos describiendo.

««Para esto habían sido destinados» (v. 8) no implica que existan hombres condenados de antemano, sino que es una expresión bíblica para describir la libre respuesta humana dentro de los planes divinos. Mientras los incrédulos quedan fuera, los creyentes forman el verdadero y nuevo Pueblo de Dios (vv. 9-10). Los privilegios antes reservados a Israel ahora pertenecen a los cristianos, pues las profecías del Antiguo Testamento se han cumplido en la Iglesia. En este pueblo santo hay un único sacerdote, Jesucristo, y un único sacrificio: el que ofreció en la cruz y que se renueva en la Santa Misa. Sin embargo, todos los cristianos, por el Bautismo y la Confirmación, participan del sacerdocio de Cristo, siendo capaces de actuar como mediadores entre Dios y los hombres y de participar activamente en el culto divino. Este es el sacerdocio común de los fieles.

Todas sus obras, oraciones, tareas apostólicas, la vida conyugal y familiar, el trabajo diario, el descanso espiritual y corporal, si se realizan en el Espíritu, incluso las molestias de la vida, si se llevan con paciencia, todo ello se convierte en sacrificios espirituales agradables a Dios por Jesucristo, que ellos ofrecen con toda piedad a Dios Padre en la celebración de la Eucaristía uniéndolos a la ofrenda del cuerpo del Señor. De esta manera, también los laicos, como adoradores que en todas partes llevan una conducta santa, consagran el mundo mismo a Dios.

### Ejemplares entre los gentiles. Versículo 11-12
11-Queridísimos, os exhorto a que, como forasteros y peregrinos, os abstengáis de las concupiscencias carnales, que combaten contra el alma. 
12-Mostrad entre los gentiles una conducta ejemplar, a fin de que, en lo mismo que os calumnian como malhechores, a la vista de vuestras buenas obras, glorifiquen a Dios en el día de su visita.

#### Comentarios a los versículos 11-12
El cristiano, por el Bautismo, tiene una dignidad que es incompatible con una vida mundana. Como consecuencia, es inevitable que los mundanos le calumnien por mostrarse como distinto de ellos. Sin embargo, su vida ejemplar hará que incluso éstos adoren a Dios: 

Alumbre así vuestra luz ante los hombres, para que vean vuestras buenas obras y glorifiquen a vuestro Padre, que está en los Cielos.

Y como exhortaba Juan Crisóstomo:

No habría necesidad de predicar si nuestra vida estuviera resplandeciente de virtudes. No serían necesarias las palabras si mostráramos las obras. No habría paganos si nosotros fuéramos verdaderamente cristianos.

### Obedientes a la autoridad legítima. Versículos 13-17
13-Estad sujetos, por el Señor, a toda institución humana: lo mismo al emperador, como soberano, 
14-que a los gobernadores, como enviados por él para castigar a los malhechores y honrar a los que obran el bien. 
15-Porque ésta es la voluntad de Dios: que haciendo el bien hagáis enmudecer la ignorancia de los insensatos: 
16-como hombres libres y no como quienes convierten la libertad en pretexto para la maldad, sino como siervos de Dios. 
17-Tened consideración con todos, amad a los hermanos, temed a Dios, honrad al emperador.

#### Comentarios a los versículos 13-17
El temor filial al Señor es el fundamento del respeto a la autoridad. Jesús había enseñado el deber de cumplir con fidelidad las obligaciones propias de ciudadanos y Pablo, haciéndose eco de las enseñanzas del Maestro, recuerda que toda autoridad viene de Dios. 

El deber de obediencia impone a todos la obligación de dar a la autoridad los honores que le son debidos, y de rodear de respeto y, según su mérito, de gratitud y de benevolencia a las personas que la ejercen.

### Obligaciones de los criados. Ejemplo de Cristo. Versículos 18-25
18-Criados: estad sujetos con todo respeto a vuestros amos, no sólo a los buenos e indulgentes, sino también a los déspotas. 
19-Porque es buena cosa que uno, por consideración a Dios, soporte penas, sufriendo injustamente. 
20-En efecto, ¿qué mérito tenéis, si por vuestras faltas sois castigados y lo sufrís? En cambio, si obrando el bien soportáis el sufrimiento, eso es agradable a los ojos de Dios. 
21-Pues para esto fuisteis llamados, ya que también Cristo padeció por vosotros, dejándoos ejemplo para que sigáis sus huellas: 
22-él no cometió pecado, ni en su boca se halló engaño;
.............
24-Subiendo al madero, 
él mismo llevó nuestros pecados en su cuerpo, 
para que, muertos a los pecados, vivamos para la justicia: 
y por sus llagas fuisteis sanados. 
25-Porque erais como ovejas descarriadas, pero ahora habéis vuelto al Pastor y Guardián de vuestras almas.

#### Comentarios a los versículos 18-25
La buena conducta también abarca el respeto a la armonía en el hogar. Para los criados, esto implica aceptar con paciencia las injusticias, siguiendo el ejemplo de Jesús. Los versículos 21-25 son un hermoso himno que exalta a Cristo en la cruz, reflejando el cumplimiento de las profecías del Siervo Doliente descritas en Isaías (52,13-53,12). Por grandes que sean nuestras pruebas como cristianos, nunca igualarán en magnitud ni en injusticia los sufrimientos del Señor. Bernardo de Claraval, tras repasar esos padecimientos, comenta: 

He creído que la verdadera sabiduría consistía en meditar estas cosas (…). Ellas me han servido algunas veces de bebida saludable, aunque amarga, y otras las he empleado como unción de alegría suave y agradable. Esto me sostiene en la adversidad, me conserva humilde en la prosperidad y me hace andar con paso firme y seguro por el camino real de la salvación, a través de los bienes y males de la presente vida, librándome de los peligros que me amenazan a diestra y a siniestra.

«Pastor y Guardián de vuestras almas» (v. 25). Las profecías mesiánicas del Siervo doliente incluyen la figura del rebaño descarriado y disperso, imagen que Jesús retoma al presentar la alegoría del Buen Pastor.Juan 10:11-16 Pedro, quien recibió de Cristo la misión de apacentar su rebaño (cf. Jn 21,15-19), parece tener un vínculo especial con estas imágenes, reflejando su profundo amor y responsabilidad hacia la grey del Señor.